# Sporthalle Hardau
Die Sporthalle Hardau ist eine der grössten Veranstaltungsstätten in Zürich, welche 2007 fertiggestellt und eröffnet wurde. Sie liegt im Stadtteil Aussersihl zwischen Albisriederplatz, Hardplatz und Letzigrund-Stadion.
Die Dreifachturnhalle bietet rund 1300 Zuschauern Platz.

## Geschichte
Der Stadtrat der Stadt Zürich setzte 1998 das Ziel, den Stadtteil Aussersihl mit baulichen und soziokulturellen Mitteln aufzuwerten. Neben der Errichtung neuer Wohngebäude und der Schaffung neuer Parks stand zudem der Ausbau der Schulanlagen und somit dem Bau einer neuen Sporthalle zur Diskussion.
Der Projektwettbewerb wurde 2002 vom Amt für Hochbauten der Stadt Zürich gestartet. Im Februar 2005 wurde das Projekt dem Volk vorgelegt, welches die Aufwertung das Quartiers bejahte. Im Januar 2006 begann mit dem Spatenstich der Bau des schlichten, gläsernen Gebäudes. Im August 2007 wurde der Bau vollendet und zur Nutzung freigegeben.

## Nutzung
Die Sporthalle wird grösstenteils vom Unihockeyclub GC Unihockey zu Trainings- und Meisterschaftszwecken verwendet. Ebenfalls die Damen des UHC Dietlikon absolvieren ihre Heimspiele in der Hardau, wenn die Hüeneweid in Dietlikon anderweitig besetzt ist.

## Erreichbarkeit
Am rund 500 Meter entfernten Albisirederplatz halten die Linien 2 und 3 der Strassenbahn Zürich; letztere kommt vom Hauptbahnhof. Die Linie 8 wendet am etwas näher gelegenen Hardplatz. Die Haltestelle Herdernstrasse der Buslinie 31, die ebenfalls vom Hauptbahnhof kommt, ist am nächsten gelegen bei der Halle. Ebenfalls ist die Halle mit der Buslinie 33 sowie der S-Bahn über Bahnhof Zürich Hardbrücke erreichbar.
Rund 50 Meter entfernt von der Sporthalle befindet sich das Parkhaus Hardau 2 mit 928 Plätzen. Neben dem Fussballstadion Letzigrund steht ein weiteres Parkhaus zur Verfügung.